# Alan Robert Murray
Alan Robert Murray (* 23. Juli 1954 oder 1955; † 24. Februar 2021 in Los Angeles, Kalifornien) war ein Tontechniker, der zweimal den Oscar für den besten Tonschnitt erhielt.

## Leben
Murray begann seine Arbeit beim Film Ende der 1970er Jahre, als er 1978 für die Filme American Hot Wax, The Clone Master und Oliver’s Story im Ton- und Toneffektschnitt mitarbeitete. Ein Jahr später übernahm er beim ersten Teil der Star-Trek-Filmreihe die Tonschnittleitung. Im Jahr 1986 wurde er nach zahlreichen weiteren Filmen für seine Arbeit an dem Fantasyfilm Der Tag des Falken erstmals für den Oscar in der Kategorie „Bester Tonschnitt“ nominiert. 1989 folgte die Filmbiografie Bird mit Forest Whitaker in der Hauptrolle, für den er eine Nominierung für den BAFTA-Award erhielt, ebenso wie 1993 für seine Mitarbeit an dem Film Erbarmungslos. Zwischenzeitlich arbeitete er unter anderem an dem Actionfilm Lethal Weapon mit, für dessen Fortsetzung Brennpunkt L.A. er im Jahr 1990 seine zweite Oscarnominierung für den besten Tonschnitt erhielt. Es folgten zwei weitere Nominierungen 1997 für Eraser und 2001 für Space Cowboys, bevor er im Jahr 2007 mit seiner Arbeit an Flags of Our Fathers und Letters from Iwo Jima gleich zweifach für den Oscar nominiert wurde und ihn gemeinsam mit Bub Asman für Letters from Iwo Jima gewann. Zugleich erhielt er für den Tonschnitt in diesem Film auch den Golden Reel Award der Motion Picture Sound Editors in zwei Kategorien.
2001 war er an dem Actionfilm Lara Croft: Tomb Raider beteiligt, 2002 erhielt er die Möglichkeit, erneut an einem Star-Trek-Film mitzuarbeiten und übernahm für Star Trek: Nemesis ein weiteres Mal die Tonschnittleitung. Neben diesen Engagements arbeitete Murray seit Beginn des 21. Jahrhunderts regelmäßig an Filmen von Clint Eastwood, darunter neben seinem Oscarerfolg auch Space Cowboys, Mystic River, Million Dollar Baby, Gran Torino, Der fremde Sohn, Invictus – Unbezwungen, J. Edgar, Back in the Game und Jersey Boys. Für seine Arbeit an dem ebenfalls von Eastwood gedrehten Kriegsfilm American Sniper erhielt Murray 2015 seinen zweiten Oscar, im Folgejahr blieb es für den Thriller Sicario von Denis Villeneuve bei einer Oscarnominierung, da die Trophäe an Mad Max: Fury Road ging. Auch in den Folgejahren arbeitete Murray weiter mit ihm bereits bekannten Regisseuren zusammen, so 2016 mit Villeneuve an Arrival und 2017 mit Eastwood an Sully, für den er ein weiteres Mal eine Oscarnominierung erhielt. 2020 erhielt er für seine Arbeit an Todd Phillips’ Comicverfilmung Joker seine zehnte Oscarnominierung, damit ist Murray der am meisten nominierte Tontechniker in der Kategorie Bester Tonschnitt.
Those Who Wish Me Dead, die letzte Produktion, an der Murray mitarbeitete, ist für 2021 angekündigt.

## Privatleben
Murray war der Vater von Blu Murray und den Zwillingen Kevin und Hailey Murray. Letztere arbeitete bereits in den Fernsehserien Date My Mom und Starting Over mit und war an verschiedenen Filmproduktionen als Produktionsassistentin tätig.

## Filmografie (Auswahl)
- 1978: American Hot Wax
- 1978: The Clone Master (Fernsehfilm)
- 1978: Oliver’s Story
- 1979: Die Warriors (The Warriors)
- 1979: Flucht von Alcatraz (Escape from Alcatraz)
- 1979: Die Bullen von Dallas (North Dallas Forty)
- 1979: Star Trek: Der Film (Star Trek: The Motion Picture)
- 1980: Bronco Billy
- 1980: Mit Vollgas nach San Fernando (Any Which Way You Can)
- 1981: Wenn der Postmann zweimal klingelt (The Postman Always Rings Twice)
- 1981: Zorro mit der heißen Klinge (Zorro: The Gay Blade)
- 1982: Firefox
- 1982: Wenn er in die Hölle will, laß ihn gehen (The Challenge)
- 1982: Honkytonk Man
- 1983: Die schrillen Vier auf Achse (Vacation)
- 1983: Dirty Harry kommt zurück (Sudden Impact)
- 1984: Der Wolf hetzt die Meute (Tightrope)
- 1984: Ekstase (Bolero)
- 1984: Windige Stadt (Windy City)
- 1984: City Heat – Der Bulle und der Schnüffler (City Heat)
- 1985: Der Tag des Falken (Ladyhawke)
- 1985: Pale Rider – Der namenlose Reiter (Pale Rider)
- 1986: Desert Bloom
- 1986: Fire with Fire – Verbotene Leidenschaft (Fire with Fire)
- 1986: Ratboy
- 1986: Heartbreak Ridge
- 1987: Lethal Weapon – Zwei stahlharte Profis (Lethal Weapon)
- 1987: Who’s That Girl
- 1987: Eine verhängnisvolle Affäre (Fatal Attraction)
- 1987: Wie der Vater, so der Sohn (Like Father Like Son)
- 1988: Nico (Above the Law)
- 1988: Bird
- 1988: Das Todesspiel (The Dead Pool)
- 1988: Die Geister, die ich rief … (Scrooged)
- 1989: Pink Cadillac
- 1989: Brennpunkt L.A. (Lethal Weapon 2)
- 1990: Hard to Kill
- 1990: Weißer Jäger, schwarzes Herz (White Hunter Black Heart)
- 1990: Stirb langsam 2 (Die Hard 2)
- 1990: Rookie – Der Anfänger (The Rookie)
- 1991: Grüne Tomaten (Fried Green Tomatoes)
- 1991: Frankie & Johnny (Frankie and Johnny)
- 1991: New Jack City
- 1992: Erbarmungslos (Unforgiven)
- 1992: Flug ins Abenteuer (Radio Flyer)
- 1993: Perfect World (A Perfect World)
- 1993: The Thing Called Love – Die Entscheidung fürs Leben (The Thing Called Love)
- 1993: Ein unmoralisches Angebot (Indecent Proposal)
- 1994: Willkommen in Wellville (The Road to Wellville)
- 1994: Undercover Cops (Exit to Eden)
- 1994: Taschengeld (Milk Money)
- 1995: Der wunderliche Mr. Cox (The Stars Fell on Henrietta)
- 1995: Alarmstufe: Rot 2 (Under Siege 2: Dark Territory)
- 1995: Die Brücken am Fluß (The Bridges of Madison County)
- 1996: Eraser
- 1996: Aus nächster Nähe (Up Close & Personal)
- 1997: Mitternacht im Garten von Gut und Böse (Midnight in the Garden of Good and Evil)
- 1997: Speed 2 (Speed 2: Cruise Control)
- 1997: Absolute Power
- 1998: Das magische Schwert – Die Legende von Camelot (Quest for Camelot)
- 1999: Dudley Do – Right
- 1999: Der 13te Krieger (The 13th Warrior)
- 1999: Ein wahres Verbrechen (True Crime)
- 2000: Helden aus der zweiten Reihe (The Replacements)
- 2000: Space Cowboys
- 2000: Südlich des Himmels – Westlich der Hölle (South of Heaven, West of Hell)
- 2001: Lara Croft: Tomb Raider
- 2001: Heartbreakers – Achtung: Scharfe Kurven! (Heartbreakers)
- 2001: The Shrink is in – Wahnsinn auf zwei Beinen! (The Shrink Is In)
- 2002: Star Trek: Nemesis
- 2002: Blood Work
- 2003: Mystic River
- 2004: Million Dollar Baby
- 2005: Die Legende des Zorro (The Legend of Zorro)
- 2006: Flags of Our Fathers
- 2006: Letters from Iwo Jima
- 2007: Aufbruch in ein neues Leben (Rails & Ties)
- 2008: Gran Torino
- 2008: Der fremde Sohn (Changeling)
- 2008: Der große Buck Howard (The Great Buck Howard)
- 2009: Invictus – Unbezwungen (Invictus)
- 2010: Hereafter – Das Leben danach (Hereafter)
- 2010: Auftrag Rache (Edge of Darkness)
- 2011: J. Edgar
- 2012: Back in the Game (Trouble with the Curve)
- 2013: Prisoners
- 2014: 300: Rise of an Empire
- 2014: Jersey Boys
- 2014: American Sniper
- 2015: Sicario
- 2016: Arrival
- 2017: Sully
- 2019: Joker

## Auszeichnungen
| Tabellarische Übersicht der Auszeichnungen und Nominierungen | Tabellarische Übersicht der Auszeichnungen und Nominierungen | Tabellarische Übersicht der Auszeichnungen und Nominierungen | Tabellarische Übersicht der Auszeichnungen und Nominierungen                      | Tabellarische Übersicht der Auszeichnungen und Nominierungen |
| Jahr                                                         | Auszeichnung                                                 | Für                                                          | Kategorie                                                                         | Resultat                                                     |
| ------------------------------------------------------------ | ------------------------------------------------------------ | ------------------------------------------------------------ | --------------------------------------------------------------------------------- | ------------------------------------------------------------ |
| 1986                                                         | Oscar                                                        | Der Tag des Falken                                           | Bester Tonschnitt                                                                 | Nominiert                                                    |
| 1989                                                         | BAFTA-Award                                                  | Bird                                                         | Bester Ton                                                                        | Nominiert                                                    |
| 1990                                                         | Oscar                                                        | Brennpunkt L.A.                                              | Bester Tonschnitt                                                                 | Nominiert                                                    |
| 1993                                                         | BAFTA-Award                                                  | Erbarmungslos                                                | Bester Ton                                                                        | Nominiert                                                    |
| 1997                                                         | Oscar                                                        | Eraser                                                       | Bester Tonschnitt                                                                 | Nominiert                                                    |
| 2001                                                         | Golden Reel Award                                            | Space Cowboys                                                | Best Sound Editing – Sound Effects & Foley, Domestic Feature Film                 | Nominiert                                                    |
| 2001                                                         | Oscar                                                        | Space Cowboys                                                | Bester Tonschnitt                                                                 | Nominiert                                                    |
| 2002                                                         | Golden Reel Award                                            | Lara Croft: Tomb Raider                                      | Best Sound Editing – Effects & Foley, Domestic Feature Film                       | Nominiert                                                    |
| 2004                                                         | Golden Satellite Award                                       | Mystic River                                                 | Best Sound                                                                        | Nominiert                                                    |
| 2004                                                         | Golden Reel Award                                            | Mystic River                                                 | Best Sound Editing in Domestic Features – Dialogue & ADR                          | Nominiert                                                    |
| 2005                                                         | Golden Reel Award                                            | Million Dollar Baby                                          | Best Sound Editing in Domestic Features – Sound Effects & Foley                   | Nominiert                                                    |
| 2006                                                         | Golden Reel Award                                            | Die Legende des Zorro                                        | Best Sound Editing in Feature Film – Sound Effects & Foley                        | Nominiert                                                    |
| 2006                                                         | Satellite Award                                              | Flags of Our Fathers                                         | Best Sound (Editing & Mixing)                                                     | Nominiert                                                    |
| 2007                                                         | Oscar                                                        | Flags of Our Fathers                                         | Bester Tonschnitt                                                                 | Nominiert                                                    |
| 2007                                                         | Golden Reel Award                                            | Flags of Our Fathers                                         | Best Sound Editing in Sound Effects and Foley for a Feature Film                  | Nominiert                                                    |
| 2007                                                         | Golden Reel Award                                            | Flags of Our Fathers                                         | Best Sound Editing in a Feature Film: Dialogue and Automated Dialogue Replacement | Nominiert                                                    |
| 2007                                                         | Oscar                                                        | Letters from Iwo Jima                                        | Bester Tonschnitt                                                                 | Gewonnen                                                     |
| 2007                                                         | Golden Reel Award                                            | Letters from Iwo Jima                                        | Best Sound Editing in Sound Effects and Foley for a Feature Film                  | Gewonnen                                                     |
| 2007                                                         | Golden Reel Award                                            | Letters from Iwo Jima                                        | Best Sound Editing in a Feature Film: Dialogue and Automated Dialogue Replacement | Gewonnen                                                     |
| 2009                                                         | BAFTA-Award                                                  | Der fremde Sohn                                              | Bester Ton                                                                        | Nominiert                                                    |
| 2015                                                         | Oscar                                                        | American Sniper                                              | Bester Tonschnitt                                                                 | Gewonnen                                                     |
| 2015                                                         | BAFTA-Award                                                  | American Sniper                                              | Bester Ton                                                                        | Nominiert                                                    |
| 2016                                                         | Oscar                                                        | Sicario                                                      | Bester Tonschnitt                                                                 | Nominiert                                                    |
| 2017                                                         | Oscar                                                        | Sully                                                        | Bester Tonschnitt                                                                 | Nominiert                                                    |
| 2020                                                         | BAFTA                                                        | Joker                                                        | Bester Ton                                                                        | Nominiert                                                    |
| 2020                                                         | Oscar                                                        | Joker                                                        | Bester Tonschnitt                                                                 | Nominiert                                                    |